# Valentina Antonova
Pour les articles homonymes, voir Antonova.
Valentina Ivanovna Antonova (en russe Антонова, Валентина Ивановна, née Boukhanevitch le 16 29 octobre 1907 à Saint-Pétersbourg et morte le 18 mai 1993 à Moscou) est une candidate en science, historienne d'art et d'archéologie, spécialisée dans le domaine de l'art russe ancien.

## Biographie
À partir de 1930, elle participe activement aux travaux de la section d'art russe ancien de la Galerie Tretiakov. En 1938, elle est arrêtée dans le cadre de l'affaire Alexeï Nekrasov, un confrère professeur à l'université, condamné comme "ennemi du peuple" (Article 58 du code pénal de la RSFSR) à l'époque de Staline. Elle passe un an à la prison Boutyrka de Moscou. Après sa libération, elle retourne à ses occupations professionnelles anciennes en matière d'histoire de l'art et présente sa thèse en 1948 sur «Les monuments de la peinture de Rostov Veliki». En 1958, elle est nommée directrice de la section d'art russe ancien. Elle participe avec notamment Nadejda Mniova à la systématisation et l'étude du musée Tretiakov. En 1963 elle présente en deux tomes : un « Catalogue de peinture russe ancienne du XIVe siècle — début du XVIIe siècle ; Essai de classification historique et artistique ».

## Sources
- (ru) Антонова В.И. статья в «Православная энциклопедия|Православной энциклопедии» /Encyclopédie Orthodoxe
- (ru) Histoire de section d'art russe ancien de la galerie Tretiakov /История отдела древнерусского искусства Третьяковской галереи
- (ru) V. Antonova et Nadejda Mniova catalogue de peinture du XIV au XVII; essai de classification/ Каталог древнерусской живописи XIV — начала XVII веков: Опыт историко-художественной классификации. М., 1963;